# Prefontaine Classic 2007
Il Prefontaine Classic 2007 è un meeting di atletica leggera svoltosi il 10 giugno 2007 a Eugene, Oregon, negli Stati Uniti d'America, facente parte del circuito IAAF World Tour, di cui rappresenta l'ottavo appuntamento stagionale e il secondo e ultimo appuntamento nordamericano, dopo il meeting di New York disputatosi la settimana precedente.

## Risultati

### Uomini
| Evento: | Vincitore:                     | Vincitore: | 2° piazzato:                 | 2° piazzato: | 3° piazzato:                  | 3° piazzato: |
| --- | ------------------------------ | ---------- | ---------------------------- | ------------ | ----------------------------- | ------------ |
| 100m | Darrel Brown Trinidad e Tobago | 10.42      | Leroy Dixon Stati Uniti      | 10.49        | Mark Jelks Stati Uniti        | 10.49        |
| 200m | Xavier Carter Stati Uniti      | 20.23      | Wallace Spearmon Stati Uniti | 20.25        | Asafa Powell Giamaica         | 20.55        |
| 400m | Gary Kikaya RD del Congo       | 44.93      | LaShawn Merritt Stati Uniti  | 45.17        | Angelo Taylor Stati Uniti     | 45.23        |
| 800 m | Nick Symmonds Stati Uniti      | 1:44.54    | Yuriy Borzakovskiy Russia    | 1:44.71      | Khadevis Robinson Stati Uniti | 1:44.99      |
| Miglio | Daniel Kipchirchir Komen Kenya | 3:48.28    | Bernard Lagat Stati Uniti    | 3:50.56      | Alex Kipchirchir Kenya        | 3:52.10      |
| 2 miglia | Craig Mottram Australia        | 8:03.50    | Tariku Bekele Etiopia        | 8:04.83      | Matthew Tegenkamp Stati Uniti | 8:07.07      |
| 3.000 siepi | Paul Kipsiele Koech Kenya      | 8:08.08    | Joshua McAdams Stati Uniti   | 8:21.36      | Steve Slattery Stati Uniti    | 8:22.25      |
| 110hs | Liu Xiang Cina                 | 13.23      | Anwar Moore Stati Uniti      | 13.24        | Ryan Wilson Stati Uniti       | 13.32        |
| Salto in alto | Tora Harris Stati Uniti        | 2.30m      | Jesse Williams Stati Uniti   | 2.30m        | Germaine Mason Regno Unito    | 2.30m        |
| Salto con l'asta | Giovanni Lanaro Messico        | 5.80m      | Russ Buller Stati Uniti      | 5.60m        | Jeff Hartwig Stati Uniti      | 5.45m        |
| Salto in lungo | Irving Saladino Panama         | 8.49m      | Dwight Phillips Stati Uniti  | 8.35m        | Brian Johnson Stati Uniti     | 8.11m        |
| Getto del peso | Christian Cantwell Stati Uniti | 21.83m     | Reese Hoffa Stati Uniti      | 21.65m       | Daniel Taylor Stati Uniti     | 20.95m       |
| AR record continentale \| NR record nazionale \| PB record personale \| SB record personale stagionale \| WL miglior prestazione dell'anno \| WR record mondiale |                                |            |                              |              |                               |              |

### Donne
| Evento: | Vincitore:                       | Vincitore: | 2° piazzato:                | 2° piazzato: | 3° piazzato:                      | 3° piazzato: |
| --- | -------------------------------- | ---------- | --------------------------- | ------------ | --------------------------------- | ------------ |
| 100m | Torri Edwards Stati Uniti        | 11.10      | Muna Lee Stati Uniti        | 11.21        | Allyson Felix Stati Uniti         | 11.27        |
| 400 m | Sanya Richards Stati Uniti       | 50.74      | Mary Wineberg Stati Uniti   | 50.95        | Monique Henderson Stati Uniti     | 51.43        |
| 800 m | Maria de Lurdes Mutola Mozambico | 1:58.33    | Kenia Sinclair Giamaica     | 1:58.61      | Alice Schmidt Stati Uniti         | 1:58.75      |
| 1.500 m | Gelete Burka Etiopia             | 4:00.48    | Yuliya Chizhenko Russia     | 4:02.98      | Shalane Flanagan Stati Uniti      | 4:05.86      |
| 100hs | Michelle Perry Stati Uniti       | 12.51      | Virginia Powell Stati Uniti | 12.58        | LoLo Jones Stati Uniti            | 12.80        |
| 400hs | Melaine Walker Giamaica          | 54.14      | Sheena Johnson Stati Uniti  | 54.44        | Tiffany Ross-Williams Stati Uniti | 54.95        |
| Salto triplo | Anastasiya Juravleva Uzbekistan  | 13.64m     | Sheena Gordon Stati Uniti   | 13.61m       | Tabia Charles Canada              | 13.32m       |
| Lancio del giavellotto | Barbora Špotáková Rep. Ceca      | 65.20m     | Kim Kreiner Stati Uniti     | 58.82m       | Dana Pounds Stati Uniti           | 58.61m       |
| AR record continentale \| NR record nazionale \| PB record personale \| SB record personale stagionale \| WL miglior prestazione dell'anno \| WR record mondiale |                                  |            |                             |              |                                   |              |